# غريغوري روجرز
غريغوري روجرز (بالإنجليزية: Gregory Rogers)‏ هو كاتب للأطفال وكاتب أسترالي، ولد في 19 يونيو 1957 في بريزبان في أستراليا، وتوفي بنفس المكان في 1 مايو 2013.